# Wano
Pour les articles homonymes, voir Wano (homonymie).
Le wano est une langue papoue parlée en Indonésie, dans la province de Papouasie en Nouvelle-Guinée occidentale. Ses locuteurs, au nombre de 7 000 (2001), habitent les hautes terres du centre. 

## Classification
Le wano appartient au rameau dani de la branche occidentale des langues de Trans-Nouvelle Guinée.